# Bazsonyi Arany
Bazsonyi Arany (névváltozatok: Bazsonyi Aranka, V. Bazsonyi Arany, Gyulaj, 1928. január 13. – Budapest, 2011. október 13.) magyar festőművész, grafikus, költő.

## Élete
Szülei, Tabi Mária és Bazsonyi János kisbirtokos földműves gazdálkodók voltak. Az elemi iskolát szülőfalujában, a középiskolát Hőgyészen és Kalocsán végezte. 1947-ban érettségizett a kalocsai Iskolanővérek Érseki Leánylíceumában. Művészeti tanulmányokat a budapesti Képzőművészeti Főiskolán folytatott 1948-tól 1951-ig. Ekkor szüleit kulákká nyilvánították, s neki el kellett hagynia a főiskolát, ahol mesterei Varga Nándor Lajos, Pap Gyula, Kmetty János és Berény Róbert voltak. Közülük főként Berény Róbert állt ki mellette.
Életének ezt a személyes törését súlyosbította családja meghurcolása. Édesapja  közösség-vezetői adottságával, Gyulaj közszeretetnek örvendő vezetője, Tolna megye kisgazdapárti képviselője volt, amiért bebörtönözték. Testvérét, Bazsonyi Jánost szintén ehhez kapcsolhatóan koncepciós perben ítélték el, a szegedi Csillagbörtönbe került.
A leányliceumi tanulmányai lehetővé tették, hogy 1952-ben Dombóváron tanítói képesítést kaphatott. Öt évig tanított Pusztahencsén és Dunabogdányban. 1954-ben házasságot kötött Vecsési Sándor festőművésszel. Közeli barátságot ápolt a kortárs írók és festők egy részével (Utassy József, Tamás Menyhért, Kiss Dénes, Büky Attila, Lázár Ervin, Vathy Zsuzsa, Eigel István, Patay László, id. Szurcsik János, Kokas Ignác stb.).
Önálló kiállítással először 1964-ben a Fényes Adolf teremben mutatkozott be. Számtalan kiállítása volt az országban, és külföldön is (Spanyolország, Kanada, Anglia, Svájc, Libanon, India, Bulgária, Szovjetunió, Olaszország, Franciaország, Belgium, Ausztria). Murális munkái Kurd, Dömsöd, Heves, Szekszárd, Pusztahencse középületeiben (templomok, művelődési ház, iskola) láthatók.
Festményeinek, grafikáinak jelentős részét még életében Tolna megyének ajándékozta, és végrendelete értelmében többi munkája is az ország különböző múzeumaiba (Esztergomi Keresztény Múzeum, Szombathelyi Modern Képtár, Kalocsai Érseki Kincstár stb.) került ajándékként. Számos Tolna megyei iskola is kapott festményeiből, grafikáiból. Halála után hagyatékának ezer feletti grafikai tanulmányai, vázlatai, még el nem ajándékozott festményei a szekszárdi Wosinsky Mór Megyei Múzeumba kerültek, a még életében odaajándékozott anyag mellé.
Bazsonyi Arany 1990 után, a kárpótlási törvény alapján visszakapta a családi földeket. A gyulaji területen lévő, jó minőségű termőföldeket szülőfalujának ajándékozta, azt nyilatkozva „hogy adománnyal kívánja támogatni a gyulaji tehetséges, de anyagilag rászoruló gyermekek iskolai tanulmányainak folytatását, illetve továbbtanulását.” A föld hasznosításából származó jövedelmet a Gyulajért Alapítvány kezeli, és kuratórium ítéli oda. Tanulók sokasága szerzett ezzel a támogatással szakmai végzettséget. Dömsödi, Duna parti nyaralójukat – melyben Bazsonyi Arany falfestményei találhatók – férjével együtt Dömsödnek ajándékozták, hogy arra rászoruló, fiatal képzőművésznek, vagy a város általi kézműves foglalkozásoknak otthonul szolgáljon.
Születésének 90. évfordulóján, 2018-ban a Wosinsky Mór Megyei Múzeum kiállítást rendezett válogatott alkotásaiból. Személye iránti tiszteletből a Tolna Megyei Önkormányzat Bazsonyi Arany Mecénás díjat alapított, amit évenként ítélnek oda ajánlások alapján az arra érdemes Tolna megyei pályázóknak.

## Művészete

### Festészete
Bazsonyi különös látásmódjában és képi megfogalmazásában egybe fonódik a magyar múlt (történelmi eseményei, királyai stb.) és a Biblia történetei, a hagyomány (szokások, ünnepek és hétköznapok) a modern képalkotással. Önálló kiállítással először 1964-ben a Fényes Adolf-teremben mutatkozott be. Festményeinek jelentős részét a szekszárdi Wosinsky Mór Megyei Múzeum őrzi. A 2000-ben és 2004-ben készült, tizenkét tagú Keresztek sorozatot a római Pápai Magyar Egyházi Intézet őrzi. Állandó kiállítás van festészetéből a Simontornyai Vármúzeumban.

### Köztéri festményei
- Szent Lőrinc, szekkó, kb. 40 m², Kurd, róm. kat. templom, 1965–66
- A dömsödi otthon, szekkó, 18 m², Dömsöd, 1973–1977
- Történelem, panno, 320 x 920 cm, Heves, Művelődési ház, 1970
- Életút, szekkó, 300 x 600 cm, Szekszárd, Tanítóképző Főiskola Gyakorló Iskolája, 1987
- Lélekvárás, szekkó 27 m², Pusztahencse, róm. kat. templom, 1990

### Grafikai munkássága
Rajzai nem illusztrációként készültek sem a történelmi, sem a bibliai témákhoz, vagy akár az Ómagyar Mária siralomhoz, vagy Berzsenyi Dániel, Petőfi Sándor, Utassy József, Kiss Dénes, Tamás Menyhért stb. verseihez sem, hanem sajátos látásmódján újra értelmezte azokat, önmaga válaszait keresve a költői művekben felvetettekre. Bazsonyi magán- és közgyűjteményekben őrzött grafikái nélkülözhetetlen dokumentumai a művész munkásságának. Számos festészeti és gobelin mű értelmezéséhez elengedhetetlen a grafikák alapos ismerete. Általa illusztrált könyvek:
- Tamás Menyhért: Előcsend, Budapest, Szépirodalmi Könyvkiadó, 1986 (borító és kötésterv).
- Tamás Menyhért: Balbina, Budapest, Széphalom Könyvműhely, 1987 (borító és kötésterv).
- Tamás Menyhért: Cserefának füstje, Budapest, Széphalom Könyvműhely, 1991.
- „Dömsödi emlékezet”, szerk. D. Nagy Judit, Szabó Andrea, Stein János. Dömsöd–Kiskőrös, Dömsöd nagyközség Önkormányzata–Petőfi Sándor Társaság, 1992.
- Kiss Dénes: Föltámadnék én is, Budapest, Magyar Írókamara, 1995.
- H. Hadabás Ildikó: Kálvária-kövek, Budapest, Szenal, 2004.
- Vörösmarty Mihály: Remény s emlékezet: válogatott művek, Budapest, Hollósy Galéria, 2006.

### Művei közgyűjteményekben
- Szekszárd, Wosinsky Mór Megyei Múzeum
- Esztergom, Keresztény Múzeum
- Szombathelyi Képtár
- Magyar Nemzeti Galéria
- Pázmány Péter Katolikus Egyetem Bölcsészettudományi Kar Dékánság
- Petőfi Irodalmi Múzeum
- Kaposvár, Rippl Rónai Megyei Hatókörű Városi Múzeum
- Lengyel, Apponyi Sándor Mezőgazdasági Szakképző Iskola
- Miskolc, Herman Ottó Múzeum
- Dömsöd, Nagytemplomi Református Egyházközség
- Gyulaj, római katolikus templom
- Pusztahencse, római katolikus templom
- Simontornya, Vármúzeum

### Költészete
Bazsonyi Arany kéziratos hagyatékát az MTA Könyvtár Kézirattára őrzi. Hagyatékában fennmaradt versei 2018-ban jelentek meg a Széphalom Könyvműhely-Orpheusz Kiadónál. Verseskötetei:
- Vallomás versben és prózában: A ráckevei kiállítás emlékére, Budapest, SZENAL, 2000.
- A szülőföldről: Részletek Bazsonyi Arany prózájából és verseiből, Gyulaj, Gyulajért Alapítvány, 2004.
- Még egyszer hazatérek: Versek, Budapest, Hollósy Galéria Kft., 2005.
- Szigorú időrendben, Budapest, Széphalom Könyvműhely-Orpheusz Kiadó, 2018.

## Kiállításai
Csoportos kiállításokon pályaindulásától kezdve külföldön is rendszeresen részt vett. Állandó résztvevője az országos rendezvényeknek (Szegedi Nyári Tárlatok, Vásárhelyi Őszi Tárlatok, Hatvani Táj- és Portrébiennálék stb.), illetve a magyar művészet külföldi bemutatóinak. Külföldi bemutatkozásai voltak az alábbi országokban: Spanyolország, Kanada, Anglia, Svájc, Libanon, India, Bulgária, Szovjetunió, Olaszország, Franciaország, Belgium, Ausztria. Egyéni kiállításai:
- 1964 Fényes Adolf Terem, Budapest (kat.)
- 1970 Savoyai-kastély, Ráckeve [Vecsési Sándorral és Patay Lászlóval]
- 1972 Műcsarnok, Budapest (gyűjt., kat.); Tornyai Múzeum, Hódmezővásárhely
- 1975 Béri Balogh Ádám Múzeum, Szekszárd [Vecsési Sándorral]; Delhi, India
- 1977 Általános Iskola [Vecsési Sándorral], Dömsöd
- 1978 József Attila Színház; Művelődésii Otthon [Vecsési Sándorral és Blaskó Jánossal], Heves
- 1981 Művelődési Központ, Kölesd (kat.)
- 1982 Savoyai-kastély [Vecsési Sándorral és Patay Lászlóval], Ráckeve
- 1983 Vármúzeum, Simontornya; G. Sipka, Szófia; Iskola Galéria, Csepel, Budapest
- 1984 Művelődési Ház [Vecsési Sándorral], Szekszárd
- 1985 Művelődési Ház [Vecsési Sándorral], Nagydorog
- 1989 Ernst Múzeum, Budapest (gyűjt., kat.); Kultúrház, Hőgyész
- 1992 Kultúrház, Dömsöd
- 1994 Kultúrház, Gyulaj
- 1998 Művelődési Ház, Szekszárd
- 2001 Soroksár
- 2002 Ozora
- 2004 Kernstok Galéria, Nyergesújfalu
- 2009 Pusztahencse, Simontornya
- 2011 Dömsöd
- 2018 Wosinsky Mór Megyei Múzeum, Szekszárd

## Díjai
Számtalan hazai szakmai díjat kapott kiállításain, ám állami díjat sohasem. Több falu díszpolgárrá választotta  (Dömsöd, Gyulaj, Pusztahencse), halála után pedig valamikori pusztahencsei tanítványai javaslatára, iskolája, ahol tanított, felvette a nevét.
- 1965 Balatoni Nyári Tárlat díja
- 1969 X. Szegedi Nyári Tárlat fődíja
- 1974 IV. Országos (Egri) Akvarell Biennálé nívódíja
- 1976 Balatoni Nyári Tárlat nívódíja
- 1978 Honvédelmünk, hadseregünk, III. díj
- 1979 Magyar Tájak – III. Országos Tájfestészeti Biennálé: Kohán György-emlékérem
- 1979 Vásárhelyi Őszi Tárlat: Tornyai János-plakett
- 1980 Magyar Tájak: bronzdiploma
- 1982 Nemzetközi Festészeti Triennálé nemzeti díja (Szófia)
- 1983 Babits-pályázat Babits-plakettje (Szekszárd)
- 1984 Magyar Tájak: Mezőgazdasági Kiállítás különdíja
- 1985 Mezőgazdaság a képzőművészetben pályázat III. díja
- 1997 XI. Arcok és sorsok, Országos Portré-biennálé: diploma